# UFC 83
UFC 83: Serra vs. St-Pierre 2（ユーエフシー・エイティスリー：セラ・バーサス・サンピエール・ツー）は、アメリカ合衆国の総合格闘技団体「UFC」の大会の一つ。2008年4月19日、カナダ・ケベック州モントリオールのベル・センターで開催された。
本大会はUFC初のカナダ大会であり、UFC 79で流れたUFC世界ウェルター級王者マット・セラと同級暫定王者ジョルジュ・サンピエールによる世界ウェルター級王座統一戦を兼ねた再戦が行われた。

## 大会概要
当初、UFC 84がこの日の大会として予定されていたが、3月8日の英国大会中止に伴い、4月19日大会が改めてUFC 83と改称された。
アラン・ベルチャーとの対戦が予定されていたパトリック・コーテは膝の怪我により欠場し、代わってジェイソン・デイが出場した。
メインイベントではウェルター級暫定王者ジョルジュ・サンピエールが王者マット・セラにボディへの膝蹴りでTKO勝利を挙げ、両王座を統一して第8代UFC世界ウェルター級王者となった。
本大会ではケイン・ヴェラスケスがUFCに初参戦。

## 試合結果

### プレリミナリィカード
第1試合 ウェルター級 5分3R
○  ジョナサン・グレ vs.  弘中邦佳 ×
2R 2:07 TKO（レフェリーストップ：スタンドパンチ連打）
第2試合 ヘビー級 5分3R
○  ケイン・ヴェラスケス vs.  ブラッド・モリス ×
1R 2:10 TKO（レフェリーストップ：パウンド）
第3試合 ライト級 5分3R
○  リッチ・クレメンティ vs.  サム・スタウト ×
3R終了 判定2-1（29-27、29-28、28-29）
第4試合 ミドル級 5分3R
○  デミアン・マイア vs.  エド・ハーマン ×
2R 2:27 TKO（レフェリーストップ：三角絞め）
第5試合 ミドル級 5分3R
○  ジェイソン・デイ vs.  アラン・ベルチャー ×
1R 3:58 TKO（レフェリーストップ：スタンドパンチ連打）
第6試合 ミドル級 5分3R
○  ジェイソン・マクドナルド vs.  ジョー・ドークセン ×
2R 0:54 TKO（レフェリーストップ：グラウンドの肘打ち）

### メインカード
第7試合 ライト級 5分3R
○  マック・ダンジグ vs.  マーク・ボーチェック ×
3R 3:48 チョークスリーパー
第8試合 ミドル級 5分3R
○  マイケル・ビスピン vs.  チャールズ・マッカーシー ×
1R終了時 TKO（レフェリーストップ：腕の負傷）
第9試合 ミドル級 5分3R
○  ネイサン・クォーリー vs.  カリブ・スターンズ ×
3R終了 判定3-0（30-26、30-27、30-24）
第10試合 ミドル級 5分3R
○  リッチ・フランクリン vs.  トラヴィス・ルター ×
2R 3:01 TKO（レフェリーストップ：パウンド）
第11試合 UFC世界ウェルター級王座統一戦 5分5R
○  ジョルジュ・サンピエール vs.  マット・セラ ×
2R 4:45 TKO（レフェリーストップ：ボディへの膝蹴り）
※サンピエールが王座獲得に成功。

### 各賞
ファイト・オブ・ザ・ナイト： ジョナサン・グレ vs. 弘中邦佳
ノックアウト・オブ・ザ・ナイト： ジェイソン・マクドナルド
サブミッション・オブ・ザ・ナイト： デミアン・マイア
各選手にはボーナスとして75,000ドルが支給された。